# Орден Ленина (хутор)
О́рден Ле́нина — хутор в Орловском районе Ростовской области.
Входит в состав Каменно-Балковского сельского поселения.

## Население
| 2010 |
| ---- |
| 226  |

## Улицы
- ул. Казачья,
- ул. Новостройная,
- ул. Степная,
- ул. Транспортная.